# Porphyrosela dismochrysa
Porphyrosela dismochrysa là một loài bướm đêm thuộc họ Gracillariidae. Nó được tìm thấy ở New South Wales và Nam Úc.
Ấu trùng ăn Hardenbergia species (bao gồm Hardenbergia ovata), Kennedia nigricans và Meibomia viridiflora. Chúng có thể ăn lá nơi chúng làm tổ.